# Elżbieta Smułkowa
Janina Elżbieta Smułek (Smułkowa) (ur. 24 czerwca 1931 we Lwowie) – językoznawczyni, slawistka i białorutenistka, w latach 1992–1995 ambasador RP na Białorusi.

## Życiorys
Dzieciństwo spędziła we Lwowie. W 1941 została wraz z matką i siostrą wywieziona na Syberię, gdzie spędziła kolejnych 5 lat. Po repatriacji rodzina znalazła się w Toruniu.
W 1957 ukończyła studia polonistyczne na Uniwersytecie Mikołaja Kopernika w Toruniu. W 1965 uzyskała stopień doktora na podstawie pracy Słownictwo z zakresu uprawy roli w gwarach wschodniej Białostocczyzny na tle wschodniosłowiańskim, a w 1978 stopień doktora habilitowanego na podstawie rozprawy Studia nad akcentem języka białoruskiego. Rzeczownik.
Od 1957 związana była z Zakładem Filologii Białoruskiej Uniwersytetu Warszawskiego, w latach 1971–1975 była jego kierowniczką. Od 1978 do 1981 pełniła funkcję prodziekan do spraw studenckich Wydziału Rusycystyki, Slawistyki i Lingwistyki Stosowanej UW, a od 1987 do 1990 funkcję prodziekan ds. naukowych Wydziału Polonistyki UW. W latach 1988–1996 była profesor nadzwyczajną w Katedrze Językoznawstwa Ogólnego UW. W latach 1988–1990 z jej inicjatywy na Wydziale Polonistyki uruchomiono studia bałtystyczne.
Współpracowała także z filią Uniwersytetu Warszawskiego, a następnie Uniwersytetem w Białymstoku, gdzie od 1997 do 2002 kierowała Katedrą Kultury Białoruskiej. W kolejnych latach związana była z Ośrodkiem Badań nad Tradycją Antyczną w Polsce i Europie Środkowowschodniej, a następnie Instytutem Badań Interdyscyplinarnych "Artes Liberales" Uniwersytetu Warszawskiego.
Wypromowała co najmniej sześcioro doktorów. Odbyła szereg staży i wyjazdów zagranicznych, brała udział w wielu międzynarodowych kongresach i konferencjach naukowych. Prowadziła wykłady na uczelniach zagranicznych.
W 1991 objęła funkcję Konsula Generalnego RP na Białorusi. W latach 1992–1995 była pierwszą Ambasador RP na Białorusi.
Jest członkinią Towarzystwa Naukowego Warszawskiego, Polskiego Towarzystwa Językoznawczego i Białostockiego Towarzystwa Naukowego.
Główne zainteresowanie naukowe Smułkowej to: fonetyka, fonologia (akcentologia wschodniosłowiańska), pogranicze językowe polsko-białorusko-litewskie (m.in. mikrotoponimia), dialektologia słowiańska (głównie polska i białoruska).

## Wybrane publikacje
- Słownictwo z zakresu uprawy roli w gwarach wschodniej Białostocczyzny na tle wschodniosłowiańskim, Wrocław 1968
- Studia nad akcentem języka białoruskiego (rzeczownik), Warszawa 1978
- Fonetyka i fonologia języka białoruskiego z elementami fonetyki i fonologii ogólnej, Warszawa 1988 (wspólnie z Walerym Czekmanem)
- Białoruś i pogranicza. Studia o języku i społeczeństwie, Warszawa 2002

## Odznaczenia
- Krzyż Kawalerski Orderu Odrodzenia Polski (2005)[3]
- Medal Franciszka Skaryny (Zjednoczony Gabinet Przejściowy Białorusi; nadanie 2024[4], wręczenie 2025[5])